# Federico Brito Salvo
Federico Brito Salvo (Quilaco, 22 de agosto de 1905 - Santiago, 21 de diciembre de 1969). Abogado y político radical chileno. Hijo de Desiderio Brito Osses. Contrajo matrimonio con Olga Ciudad Vásquez. Fue educado en el Liceo de Hombres de Concepción y cursó Leyes en el Liceo de Concepción, titulándose como abogado (1929).

## Actividades políticas
Militante del Partido Radical, fue regidor de la Municipalidad de Temuco (1939-1942).
Se presentó como candidato a una elección complementaria para llenar la vacante en la Cámara de Diputados dejada por Elías Montecinos Matus, quien falleció en abril de 1942. Por sentencia del 1 de julio de 1942 asumió Brito en su reemplazo, que venció en las elecciones complementarias al liberal Juan Silva Pinto.
Así, Brito fue Diputado por la 21ª agrupación departamental de Villarrica, Temuco y Imperial (1941-1945), participando de la comisión permanente de Hacienda y la de Agricultura y Colonización. 